# Roy Henkel
Reinhold „Roy” Henkel (több helyen Hinkel néven szerepel) (Lengyelország, Kujawsko-Pomorskie, 1905. augusztus 22. – Kanada, Brit Columbia, Vancouver, 1981. október 6.) olimpiai bajnok kanadai jégkorongozó.
A Winnipeg Hockey Club védője volt és 1931-ben megnyerték az Allan-kupát, amiért a kanadai amatőr jégkorongcsapatok szálltak harcba. Ennek köszönhetően képviselhették Kanadát az 1932. évi téli olimpiai játékokon, a jégkorongtornán, Lake Placidban, mint a kanadai jégkorong-válogatott. Csak négy csapat indult. Oda-visszavágós rendszer volt. Az amerikaiakat legyőzték 2–1-re, majd 2–2-es döntetlent játszottak. A németeket 5–0-ra és 4–1-re győzték le, végül a lengyeleket 10–0-ra és 9–0-ra verték. Ez az olimpia világbajnokságnak is számított, ezért világbajnokok is lettek. 6 mérkőzésen játszott és 2 gólt ütött, valamint 1 gólpasszt adott.
Az olimpia után a Winnipeg Monarchshoz igazolt és részt vett az 1935-ös jégkorong-világbajnokságon, ahol világbajnokok lettek. 4 mérkőzésen játszott és nem ütött gólt.
2004-ben beválasztották a Manitoba Sports Hall of Fame-be és tagja a Manitoba Hockey Hall of Fame-nek is.